# Territorialprälatur São José do Alto Tocantins
Die Territorialprälatur São José do Alto Tocantins (lat.: Territorialis Praelatura Sancti Iosephi de Alto Tocantins) war eine in Brasilien gelegene römisch-katholische Territorialprälatur mit Sitz in Niquelândia. 

## Geschichte
Die Territorialprälatur São José do Alto Tocantins wurde am 25. Juli 1924 durch Papst Pius XI. mit der Apostolischen Konstitution Ad munus pastorale aus Gebietsabtretungen des Bistums Goiás errichtet und dem Erzbistum Mariana als Suffragan unterstellt.  Am 18. November 1932 wurde die Territorialprälatur São José do Alto Tocantins dem Erzbistum Goiás als Suffragan unterstellt. 
Die Territorialprälatur São José do Alto Tocantins wurde am 26. März 1956 durch Papst Pius XII. mit der Apostolischen Konstitution Cum territorium aufgelöst und das Territorium wurde den Territorialprälaturen Cristalândia und Formosa sowie dem Bistum Uruaçu angegliedert.

## Prälaten von São José do Alto Tocantins
- Florentino Simón y Garriga CMF, 1931–1935
- Francisco Prada Carrera CMF, 1946–1957, dann Bischof von Uruaçu